# Samuel Umtiti
Samuel Umtiti (Yaoundé, 14. studenog 1993.) francuski je nogometaš kamerunskog porijekla, koji trenutačno igra za Lille i francusku nogometnu reprezentaciju. 
Započeo je svoju karijeru u Olympique Lyonnaisu u 2012. godini, gdje je u toj godini osvojio Coupe de France i Trophée des Champions. Za Lyon je odigrao 170 utakmica te zabio 5 pogodaka. Zatim je prešao u Barcelonu za 25 milijuna eura u srpnju 2016. godine.
Za mlađe francuske reprezentacije je skupio ukupno 47 nastupa te je postao prvak svijeta s reprezentacijom do 20 u 2013. godini. Umtiti je potom debitirao za seniorsku reprezentaciju u 2016. i predstavljao je svoju domovinu na Europskom prvenstvu u Francuskoj te godine.

## Klupska karijera

### Olympique Lyonnais
Umtiti je po prvi put bio dio prve momčadi Lyona u kolovozu 2011. godini u Ligi prvaka protiv Rubin Kazana. Umtiti nije igrao u toj utakmici. Umtiti je debitirao u siječnju 2012. godine protiv Lyon-Duchère u Coupe de France za Les Gones. Bio je 90 minuta na terenu. Šest dana kasnije je po prvi put nastupio u Ligue 1, gdje je klub iz Lyona izgubio s 1:0 od Montpelliera. Branič kamerunskih korijena je također i u toj utakmici odigrao 90 minuta. U svojoj prvoj sezoni je odigrao ukupno 18 službenih utakmica. U 2012./13. je Umtiti zabio svoj prvi pogodak za francuski klub. U gostima je Lyon uspio pobijediti Troyes AC s 1:2. Završio je tu sezonu s 32 nastupa te 2 pogotka.

### Barcelona
U srpnju 2016. godine je Umtiti prešao iz Lyona u Barcelonu za 25 milijuna eura. Branič je potpisao petogodišnji ugovor sa španjolskim prvakom. Katalonski klub je u ugovoru stavio i otkupnu klauzulu od 60 milijuna eura. Barcelona je tako realizirala svoj prvi transfer tog ljeta. "Jako sam sretan što sam ovdje, ostvario mi se san. Srećom, predsjednik Lyona je sve olakšao i jako mu se zahvaljujem na tome. Želim se prilagoditi što je brže moguće i pokazati da želim biti ovdje. Kada sam saznao da postoji šansa da dođem ovdje, malo sam zaplakao. Ovo je san iz djetinjstva, ne mogu dočekati da zaigram sa suigračima," izjavio je Umtiti na predstavljanju. Po prvi put je Umtiti nastupao u dresu Barcelone protiv Sampdorije na Joan Gamper Trophy. U kolovozu te godine je službeno debitirao za La Blaugranu u Superkupu protiv Seville, gdje je Barcelona pobijedila s 3:0.

## Reprezentativna karijera

### Mlade reprezentacije
Umtiti je bio stalni član udarne postave Francuske do 20 na Svjetsko prvenstvo u Turskoj. Igrao je u skoro svakoj utakmici na tom natjecanju, međutim zbog crvenog kartona u polufinalu protiv Urugvaja, Umtiti nije igrao u finalu.

### Seniorska reprezentacija
Umtiti je rođen u kamerunskom glavnom gradu Yaoundéu, gdje je proveo dvije godine svog života. Kamerunski nogometni savez i bivši nogometaš Roger Milla su ponudili Umtitiju da igra za kamerunsku nogometnu reprezentaciju. Umtiti je ipak odlučio igrati za francusku nogometnu reprezentaciju. Francuski nogometni izbornik objavio je u svibnju 2016. popis za nastup na Europskom prvenstvu u Francuskoj, na kojem je se nalazio Jérémy Mathieu. Mathieu je potom otpao s popisa francuske nogometne reprezentacije za Europsko prvenstvo zbog ozljede, a umjesto njega je pozvan Umtiti, koji tada nijednom nije igrao u dresu Francuske. Umtiti nije nastupao u grupnoj fazi Europskog prvenstva. Umtiti je debitirao za Francusku u četvrtfinalu protiv Islanda, nakon suspenzije standardnog braniča Adila Ramija. Umtiti je tako postao prvi igrač nakon Gabriela de Michèlea koji je debitirao za Francusku u drugom dijelu velikog natjecanja. Svoju treću utakmicu za Francusku je Umtiti odigrao u finalu prvenstva protiv Portugala, koja je nakon gola Édera u 109. minuti odnijela Francuskoj naslov prvaka u Stade de Franceu.